# Загадка (мультфильм)
«Загадка» — советский короткометражный рисованный мультфильм 1988 года. Третий и последний он является заключительным советским мультфильмом из трёх сюжетов мультипликационного альманаха «Весёлая карусель» № 19.

## Сюжет
По улице гуляют папа, дочка, собака и щенок, а бродячий кот пытается разобраться, кто же кого из них вывел гулять. Отрывок из стихотворения:

Папа шагает по улице с дочкой,

Дочка собаку ведёт на цепочке.

Держит собака в зубах поводок,

А в поводке выступает щенок.

Так и не смог я в тот вечер понять:

Кто же кого из них вывел гулять.
— Эдуард Успенский

## Съёмочная группа
| Автор сценария                      | Эдуард Успенский                   |
| Кинорежиссёр и Художник-постановщик | Елена Фёдорова                     |
| Композиторы                         | Григорий Гладков, Михаил Линк      |
| Художники-мультипликаторы           | Эльвира Маслова, Владимир Шевченко |
| В роли рассказчика                  | Александр Филиппенко               |
| Оператор                            | Людмила Крутовская                 |
| Звукооператор                       | Владимир Кутузов                   |